# Église Saint-Jean-Baptiste de Baie-Mahault
Pour les articles homonymes, voir Église Saint-Jean-Baptiste.
L'église Saint-Jean-Baptiste de Baie-Mahault est une église catholique située rue du Maréchal-Foch à Baie-Mahault en Guadeloupe. Œuvre de l'architecte Ali Tur réalisée en 1931, elle est classée aux Monuments historiques en 2017.

## Historique
Durant la période 1930-1931, l'architecte Ali Tur — particulièrement actif dans la reconstruction des bâtiments civils de l'île après le passage du dévastateur ouragan Okeechobee en 1928 — est mandaté, par adjudication de lots, pour construire l'église Saint-Jean-Baptiste et le presbytère pour une somme totale de 850 000 FRF (563 779,5 EUR2023). Appliquant ses principes de construction en béton armé à partir de modules communs, il réalise, à partir de la date d'adjudication du 4 avril 1931, cette construction en quelques mois. La chapelle de la Retraite, proche, lui est rattachée.
L'église est classée aux Monuments historiques le 5 mai 2017. Du fait de son époque de construction elle bénéficie également du label « Patrimoine du XXe siècle ».

## Architecture et ornements
L'église est bâtie dans le style Art déco avec des influences du style soudanais, comme pour de nombreuses réalisations de l'architecte en Guadeloupe durant sa période d'activité sur l'île. Elle est tout particulièrement caractérisée par les deux gros cylindres, présents de part et d'autre du porche – inspirés directement de texte sur les silos à grain d'Amérique du Nord (en particulier ceux du port de Montréal) écrits par Le Corbusier en 1923 –, qui sont comme un retournement d'absides placées sur la façade avant de l'église. Adoptant le rythme ternaire caractéristique de son œuvre, Ali Tur conçoit le corps du bâtiment avec une nef principale et deux nefs latérales, accessibles chacune par un portail, et surtout une façade très ajourée avec trois bandes de claustras verticaux assurant la ventilation naturelle de l'édifice avec au sommet trois clochetons et une horloge. Les nefs latérales portent huit groupes des hautes persiennes en bois verticales, composés chacun d'une triade, sur toute leur longueur, avec au sommet une nouvelle série de claustras faisant entrer la lumière et assurant la ventilation.
Le sol de l'église est constitué de carrelage de couleur, rouge sombre et noir sur fond beige, assurant par ses motifs et son dessin la délimitation des espaces de circulation et de recueillement dans l'édifice.

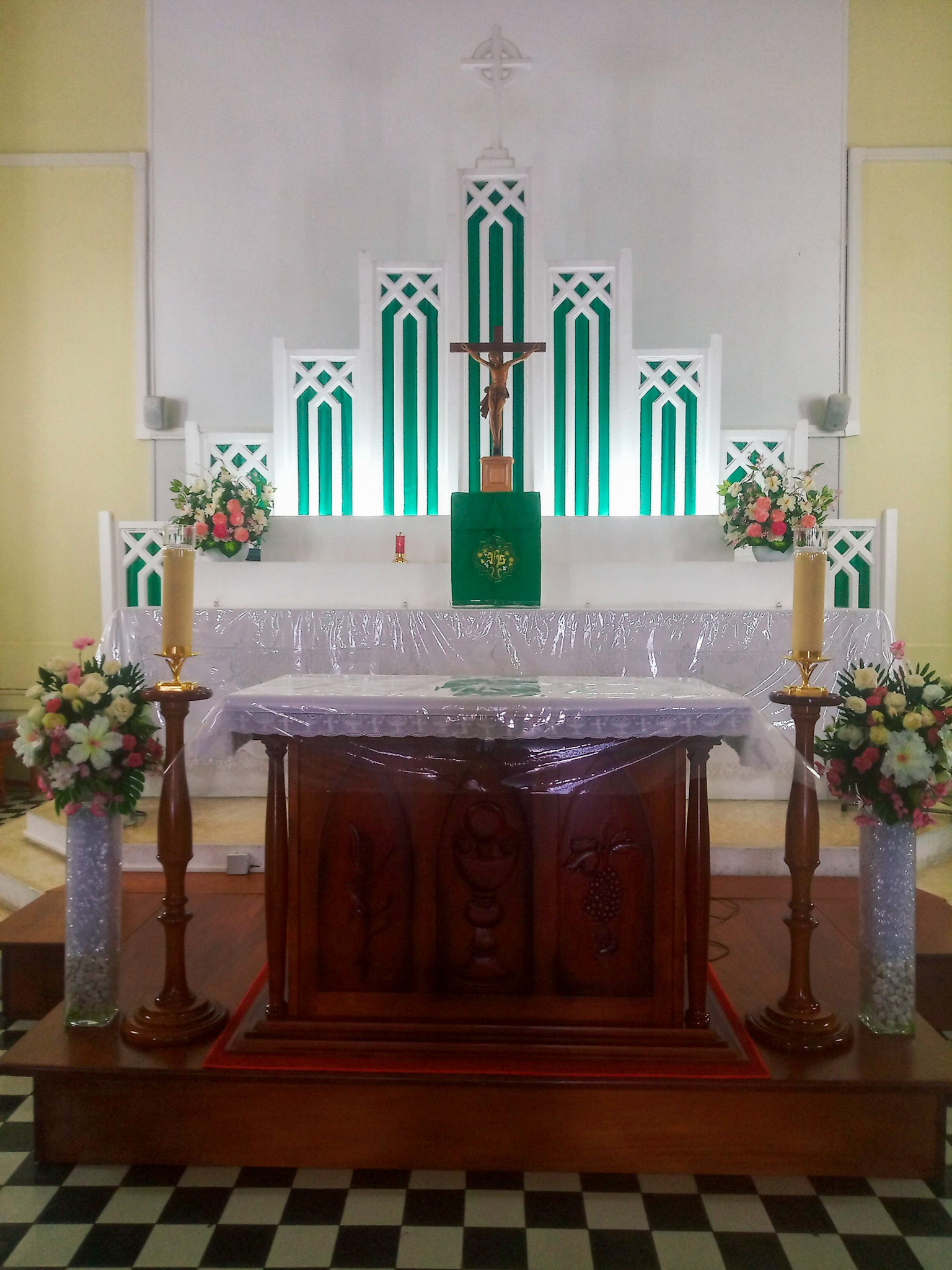
Autel de l'église.